# Дунте
Ду́нте (латыш. Dunte) — населённый пункт в Лимбажском крае Латвии. Входит в состав Лиепупской волости. Находится у автодороги A1 (европейский маршрут E 67). Расстояние до города Лимбажи составляет около 24 км.
По данным на 2013 год, в населённом пункте проживало 25 человек. Есть музей Мюнхгаузена (в бывшем поместье), народный дом, библиотека.

## История
Ранее село являлось центром поместья Дунте (Рутерн), принадлежавшего ливонскому роду фон Дунтен. Якобина фон Дунтен (1726—1790) была первой женой знаменитого барона Мюнхгаузена.
В советское время населённый пункт был центром Лиепупского сельсовета Лимбажского района. В селе располагалась центральная усадьба совхоза «Лиепупе».